# Arco de La Calzada
El Arco Triunfal de la Calzada de Los Héroes o Arco de la Calzada, es un arco de triunfo y emblema representativo de la ciudad mexicana de León.

## Historia
El primer esbozo que se tiene de la calzada data del año 1883, en el cual se le pidió al ingeniero Pedro Tejada León realizar un “Arco Triunfal” pero que no tuviera mucha duración, para esto, el material que se utilizó fue de madera, cartón, yeso entre otros. El ingeniero así lo hizo, y el resultado fue más que satisfactorio.
Produjo en las personas tal gusto que decidieron realizarlo de nuevo, y para 1896 se hizo de cantera, con la idea de que representara a la ciudad y que se mostrara como una entrada a la ciudad, en la calle Francisco I. Madero (anteriormente llamada Real de Guanajuato).

## El león
La escultura del león hecho de mampostería, ladrillos, varilla, mezcla y modelado con cemento, mismo que primero se moviera al Parque Benito Juárez y ahora está en la entrada del Zoológico de León, fue agregado en 1943 a encargo de Francisco Lozornio Castillo, industrial benefactor de la ciudad, por el albañil del Templo Expiatorio, Daniel Herrera Jiménez.
El 16 de marzo de 1958 se agregó el león de bronce de 3 m de largo, fue realizado por el escultor Humberto Peraza Ojeda con un costo de 45 mil pesos, por iniciativa y donación de 10 mil pesos del torero leonés Antonio Velázquez “Corazón De León”, siendo presidente municipal Irineo Durán Pérez. El león fue exhibido varios días en el Palacio Municipal y luego montado en el Arco de la calzada.